# 1re étape du Tour d'Espagne 2018
La 1re étape du Tour d'Espagne 2018 se déroule le samedi 25 août 2018, sous la forme d'un contre-la-montre individuel de 8 kilomètres à Malaga.

## Résultats

### Classement de l'étape
| \| Classement de l'étape \| Classement de l'étape \| Classement de l'étape \| Classement de l'étape \| Classement de l'étape \| \| Coureur \| Coureur \| Pays \| Équipe \| Temps \| \| --------------------- \| --------------------- \| --------------------- \| --------------------- \| --------------------- \| \| 1er \| Rohan Dennis \| Australie \| BMC Racing Team \| 9 min 39 s \| \| 2e \| Michał Kwiatkowski \| Pologne \| Team Sky \| + 6 s \| \| 3e \| Victor Campenaerts \| Belgique \| Lotto-Soudal \| + 7 s \| \| 4e \| Nélson Oliveira \| Portugal \| Movistar Team \| + 17 s \| \| 5e \| Dylan van Baarle \| Pays-Bas \| Team Sky \| + 20 s \| \| 6e \| Alessandro De Marchi \| Italie \| BMC Racing Team \| + 21 s \| \| 7e \| Jonathan Castroviejo \| Espagne \| Team Sky \| + 21 s \| \| 8e \| Simon Geschke \| Allemagne \| Team Sunweb \| + 21 s \| \| 9e \| Ion Izagirre \| Espagne \| Bahrain-Merida \| + 22 s \| \| 10e \| Wilco Kelderman \| Pays-Bas \| Team Sunweb \| + 22 s \| |                      |           |                 |            |
| |                      |           |                 |            |
| Source : ProCyclingStats |                      |           |                 |            |
| Classement de l'étape |                      |           |                 |            |
| Coureur | Coureur              | Pays      | Équipe          | Temps      |
| 1er | Rohan Dennis         | Australie | BMC Racing Team | 9 min 39 s |
| 2e | Michał Kwiatkowski   | Pologne   | Team Sky        | + 6 s      |
| 3e | Victor Campenaerts   | Belgique  | Lotto-Soudal    | + 7 s      |
| 4e | Nélson Oliveira      | Portugal  | Movistar Team   | + 17 s     |
| 5e | Dylan van Baarle     | Pays-Bas  | Team Sky        | + 20 s     |
| 6e | Alessandro De Marchi | Italie    | BMC Racing Team | + 21 s     |
| 7e | Jonathan Castroviejo | Espagne   | Team Sky        | + 21 s     |
| 8e | Simon Geschke        | Allemagne | Team Sunweb     | + 21 s     |
| 9e | Ion Izagirre         | Espagne   | Bahrain-Merida  | + 22 s     |
| 10e | Wilco Kelderman      | Pays-Bas  | Team Sunweb     | + 22 s     |

## Classements à l'issue de l'étape

### Classement général
| \| Classement général \| Classement général \| Classement général \| Classement général \| Classement général \| \| Coureur \| Coureur \| Pays \| Équipe \| Temps \| \| ------------------ \| -------------------- \| ------------------ \| ------------------ \| ------------------ \| \| 1er \| Rohan Dennis \| Australie \| BMC Racing Team \| 9 min 39 s \| \| 2e \| Michał Kwiatkowski \| Pologne \| Team Sky \| + 6 s \| \| 3e \| Victor Campenaerts \| Belgique \| Lotto-Soudal \| + 7 s \| \| 4e \| Nélson Oliveira \| Portugal \| Movistar Team \| + 17 s \| \| 5e \| Dylan van Baarle \| Pays-Bas \| Team Sky \| + 20 s \| \| 6e \| Alessandro De Marchi \| Italie \| BMC Racing Team \| + 21 s \| \| 7e \| Jonathan Castroviejo \| Espagne \| Team Sky \| + 21 s \| \| 8e \| Simon Geschke \| Allemagne \| Team Sunweb \| + 21 s \| \| 9e \| Ion Izagirre \| Espagne \| Bahrain-Merida \| + 22 s \| \| 10e \| Wilco Kelderman \| Pays-Bas \| Team Sunweb \| + 22 s \| |                      |           |                 |            |
| |                      |           |                 |            |
| Source : ProCyclingStats |                      |           |                 |            |
| Classement général |                      |           |                 |            |
| Coureur | Coureur              | Pays      | Équipe          | Temps      |
| 1er | Rohan Dennis         | Australie | BMC Racing Team | 9 min 39 s |
| 2e | Michał Kwiatkowski   | Pologne   | Team Sky        | + 6 s      |
| 3e | Victor Campenaerts   | Belgique  | Lotto-Soudal    | + 7 s      |
| 4e | Nélson Oliveira      | Portugal  | Movistar Team   | + 17 s     |
| 5e | Dylan van Baarle     | Pays-Bas  | Team Sky        | + 20 s     |
| 6e | Alessandro De Marchi | Italie    | BMC Racing Team | + 21 s     |
| 7e | Jonathan Castroviejo | Espagne   | Team Sky        | + 21 s     |
| 8e | Simon Geschke        | Allemagne | Team Sunweb     | + 21 s     |
| 9e | Ion Izagirre         | Espagne   | Bahrain-Merida  | + 22 s     |
| 10e | Wilco Kelderman      | Pays-Bas  | Team Sunweb     | + 22 s     |

| Classement par points | Classement par points | Classement par points | Classement par points | Classement par points |
| Coureur               | Coureur               | Pays                  | Équipe                | Points                |
| --------------------- | --------------------- | --------------------- | --------------------- | --------------------- |
| 1er                   | Rohan Dennis          | Australie             | BMC Racing Team       | 25 pts                |
| 2e                    | Michał Kwiatkowski    | Pologne               | Team Sky              | 20 pts                |
| 3e                    | Victor Campenaerts    | Belgique              | Lotto-Soudal          | 16 pts                |
| 4e                    | Nélson Oliveira       | Portugal              | Movistar Team         | 14 pts                |
| 5e                    | Dylan van Baarle      | Pays-Bas              | Team Sky              | 12 pts                |
| 6e                    | Alessandro De Marchi  | Italie                | BMC Racing Team       | 10 pts                |
| 7e                    | Jonathan Castroviejo  | Espagne               | Team Sky              | 9 pts                 |
| 8e                    | Simon Geschke         | Allemagne             | Team Sunweb           | 8 pts                 |
| 9e                    | Ion Izagirre          | Espagne               | Bahrain-Merida        | 7 pts                 |
| 10e                   | Wilco Kelderman       | Pays-Bas              | Team Sunweb           | 6 pts                 |

| Classement par points | Classement par points | Classement par points | Classement par points | Classement par points |
| Coureur               | Coureur               | Pays                  | Équipe                | Points                |
| --------------------- | --------------------- | --------------------- | --------------------- | --------------------- |
| 1er                   | Rohan Dennis          | Australie             | BMC Racing Team       | 25 pts                |
| 2e                    | Michał Kwiatkowski    | Pologne               | Team Sky              | 20 pts                |
| 3e                    | Victor Campenaerts    | Belgique              | Lotto-Soudal          | 16 pts                |
| 4e                    | Nélson Oliveira       | Portugal              | Movistar Team         | 14 pts                |
| 5e                    | Dylan van Baarle      | Pays-Bas              | Team Sky              | 12 pts                |
| 6e                    | Alessandro De Marchi  | Italie                | BMC Racing Team       | 10 pts                |
| 7e                    | Jonathan Castroviejo  | Espagne               | Team Sky              | 9 pts                 |
| 8e                    | Simon Geschke         | Allemagne             | Team Sunweb           | 8 pts                 |
| 9e                    | Ion Izagirre          | Espagne               | Bahrain-Merida        | 7 pts                 |
| 10e                   | Wilco Kelderman       | Pays-Bas              | Team Sunweb           | 6 pts                 |

| Classement par équipes | Classement par équipes | Classement par équipes | Classement par équipes |
| Équipe                 | Équipe                 | Pays                   | Temps                  |
| ---------------------- | ---------------------- | ---------------------- | ---------------------- |
| 1re                    | BMC Racing Team        | États-Unis             | 29 min 40 s            |
| 2e                     | Sky                    | Royaume-Uni            | + 4 s                  |
| 3e                     | Movistar Team          | Espagne                | + 21 s                 |
| 4e                     | Team Sunweb            | Allemagne              | + 28 s                 |
| 5e                     | Lotto Soudal           | Belgique               | + 35 s                 |
| 6e                     | Trek-Segafredo         | États-Unis             | + 37 s                 |
| 7e                     | Bahrain-Merida         | Bahreïn                | + 39 s                 |
| 8e                     | Mitchelton-Scott       | Australie              | + 44 s                 |
| 9e                     | Dimension Data         | Afrique du Sud         | + 50 s                 |
| 10e                    | Quick-Step Floors      | Belgique               | + 51 s                 |

| Classement par équipes | Classement par équipes | Classement par équipes | Classement par équipes |
| Équipe                 | Équipe                 | Pays                   | Temps                  |
| ---------------------- | ---------------------- | ---------------------- | ---------------------- |
| 1re                    | BMC Racing Team        | États-Unis             | 29 min 40 s            |
| 2e                     | Sky                    | Royaume-Uni            | + 4 s                  |
| 3e                     | Movistar Team          | Espagne                | + 21 s                 |
| 4e                     | Team Sunweb            | Allemagne              | + 28 s                 |
| 5e                     | Lotto Soudal           | Belgique               | + 35 s                 |
| 6e                     | Trek-Segafredo         | États-Unis             | + 37 s                 |
| 7e                     | Bahrain-Merida         | Bahreïn                | + 39 s                 |
| 8e                     | Mitchelton-Scott       | Australie              | + 44 s                 |
| 9e                     | Dimension Data         | Afrique du Sud         | + 50 s                 |
| 10e                    | Quick-Step Floors      | Belgique               | + 51 s                 |